# Thai írás
A thai írás a thai nyelv írott változata, amely az alábbiakból áll:
- 44 mássalhangzójel (ez a szűken vett thai ábécé),
- 28 magánhangzójel (a mássalhangzók köré írt jelek)
- és 4 mássalhangzó-magánhangzó kombináció (ezeket időnként besorolják az ábécébe), továbbá
- 4 tónusjel (a középső tónust nem jelölve),
- 10 számjegy (bár többnyire az arab számokat használják)
- egyéb thai jelek (pl. ismétlés, „stb.”, magánhangzó-rövidülés, néma betű jele),
- valamint néhány nemzetközi jel (kérdőjel, felkiáltójel, idézőjel, három pont).

A pont (egyes rövidítések kivételével) nem használatos; a mondatokat szóköz zárja le, ugyanez szerepel a tagmondatok és a tulajdonnevek határán, de máskülönben nem jelölik a szóhatárt.
Kis- és nagybetűket nem különböztetnek meg; ezek kézírásos formája megegyezik a nyomtatottal, és balról jobbra halad.
Az alábbi cikk a Kékesi-féle 2003-as Thai–magyar, magyar–thai kéziszótár (ISBN 974-272-746-5) átírásán alapul. – A kéziszótár, illetve a Keleti nevek magyar helyesírása által alkalmazott, valamint az angol átírás különbségei megfigyelhetők a Thaiföld tartományainak listája szócikkben.

## A mássalhangzók
A thai mássalhangzók függőleges vonalakra és azok különféle átkötéseire épülnek, amelyeket körökkel, hurkokkal és ívekkel láthatnak el. Ahol karika van a vonal végén, az írás onnan indul, s amennyiben a vonal visszafordul, akkor a „balról jobbra” elv a vízszintesen, egyenesen haladó vonalnál veendő figyelembe.
Egyes hangoknak többféle jele is van (a hagyomány határozza meg, hogy melyik szóban melyiket használják), és néhány betű kiejtése eltér a szó belsejében, illetve végén (szó végén ugyanis számos hang nem fordulhat elő).
A mássalhangzók neve mindig két tagból áll: hangértékükből (egy [a]-val kiegészítve), valamint a hagyományosan hozzájuk kapcsolt példaszavakból, amelyekben az adott betű előfordul. (A magyarban például a [j] hangot kétféle betű jelölheti, „j”, mint jég és „ly”, mint lyuk.)
Az egyes mássalhangzójeleknek saját tónusa van (magas, középső vagy mély). Ez a betűk kiejtését nem befolyásolja, viszont a szótagtípussal, valamint az esetleges tónusjellel együtt meghatározza az egész szótag tónusát (lásd lentebb).

### A thai ábécé
A thai ábécé a mássalhangzókat tartalmazza, valamint a speciális szerepű อ (a áng) betűt: ez magánhangzóval kezdődő szótagok elején néma kezdőbetűként használatos, és a magánhangzójelet veszi magára, nem szótagkezdő helyzetben pedig az [a] magánhangzót jelöl. – Két betű, amelyek „elavult”-ként szerepelnek, olyannyira elavult, hogy még a hozzájuk tartozó példaszóban sem fordulnak elő.
Az első sorban a betű thai neve szerepel, a másodikban az ebben szereplő példaszó jelentése, az utolsó kettőben pedig a szótag eleji és a szótag végi kiejtése angol (zárójelben), IPA- és magyar átírás szerint (félkövér betűvel). A mély tónusú betűk kékkel vannak jelölve, a középső tónusúak zölddel, a magasak pedig pirossal.
| ก | ka káj                 | ข | kha kháj       | ฃ kh k         | ค | kha khváj               | ฅ kh k                  | ฆ | kha rákháng    | ง | nga ngú           | จ | tya tyán          |
| ก | csirke                 | ข | tojás          | ฃ kh k         | ค | vízibivaly              | ฅ kh k                  | ฆ | harang         | ง | kígyó             | จ | tányér            |
| ก | (k) k                  | ข | (kh) kʰ kh     | ฃ kh k         | ค | (kh) kʰ kh              | ฅ kh k                  | ฆ | (kh) kʰ kh     | ง | (ng) ŋ ng         | จ | (ch) tɕ ty/cs*    |
| ก | (k) k                  | ข | (k) k          | ฃ kh k         | ค | (k) k                   | ฅ kh k                  | ฆ | (k) k          | ง | (ng) ŋ ng         | จ | (t) t             |
| ฉ | csa csing              | ช | csa csáng      | csa csáng      | ซ | sza szó                 | sza szó                 | ฌ | csa cső        | ญ | ja jing           | ฎ | da csadá          |
| ฉ | egyfajta kis cintányér | ช | elefánt        | elefánt        | ซ | lánc                    | lánc                    | ฌ | két fa         | ญ | nő                | ฎ | táncosok fejdísze |
| ฉ | (ch) tɕʰ cs            | ช | (ch) tɕʰ cs    | (ch) tɕʰ cs    | ซ | (s) s sz                | (s) s sz                | ฌ | (ch) tɕʰ cs    | ญ | (y) j             | ฎ | (d) d             |
| ฉ | (–) –                  | ช | (t) t          | (t) t          | ซ | (t) t                   | (t) t                   | ฌ | (–) –          | ญ | (n) n nj          | ฎ | (t) t             |
| ฏ | ta páták               | ฐ | tha (szan)thán | tha (szan)thán | ฑ | tha (nang)monthó        | tha (nang)monthó        | ฒ | tha phútháo    | ณ | na nén            | ด | da dék            |
| ฏ | ösztöke                | ฐ | alap, talapzat | alap, talapzat | ฑ | óriásfeleség (Ramakien) | óriásfeleség (Ramakien) | ฒ | vén, öregember | ณ | kiskorú szerzetes | ด | gyerek            |
| ฏ | (t) t                  | ฐ | (th) tʰ th     | (th) tʰ th     | ฑ | (th) tʰ th              | (th) tʰ th              | ฒ | (th) tʰ th     | ณ | (n) n             | ด | (d) d             |
| ฏ | (t) t                  | ฐ | (t) t          | (t) t          | ฑ | (t) t                   | (t) t                   | ฒ | (t) t          | ณ | (n) n             | ด | (t) t             |
| ต | ta táo                 | ถ | tha thung      | tha thung      | ท | tha tháhán              | tha tháhán              | ธ | tha thong      | น | na nú             | บ | ba bájmáj         |
| ต | teknősbéka             | ถ | zsák, zacskó   | zsák, zacskó   | ท | katona                  | katona                  | ธ | zászló         | น | patkány           | บ | falevél           |
| ต | (t) t                  | ถ | (th) tʰ th     | (th) tʰ th     | ท | (th) tʰ th              | (th) tʰ th              | ธ | (th) tʰ th     | น | (n) n             | บ | (b) b             |
| ต | (t) t                  | ถ | (t) t          | (t) t          | ท | (t) t                   | (t) t                   | ธ | (t) t          | น | (n) n             | บ | (p) p             |
| ป | pa plá                 | ผ | pha phüng      | pha phüng      | ฝ | fa fá                   | fa fá                   | พ | pha phán       | ฟ | fa fán            | ภ | pha számpháo      |
| ป | hal                    | ผ | méh [rovar]    | méh [rovar]    | ฝ | fedél                   | fedél                   | พ | egyfajta tál   | ฟ | fog               | ภ | dzsunka           |
| ป | (p) p                  | ผ | (ph) pʰ ph     | (ph) pʰ ph     | ฝ | (f) f                   | (f) f                   | พ | (ph) pʰ ph     | ฟ | (f) f             | ภ | (ph) pʰ ph        |
| ป | (p) p                  | ผ | (–) –          | (–) –          | ฝ | (–) –                   | (–) –                   | พ | (p) p          | ฟ | (p) p             | ภ | (p) p             |
| ม | ma má                  | ย | ja ják         | ja ják         | ร | ra rűá                  | ra rűá                  | ล | la ling        | ว | va ven            | ศ | sza szálá         |
| ม | ló                     | ย | démon, óriás   | démon, óriás   | ร | hajó                    | hajó                    | ล | majom          | ว | gyűrű             | ศ | pavilon           |
| ม | (m) m                  | ย | (y) j          | (y) j          | ร | (r) r                   | (r) r                   | ล | (l) l          | ว | (w) w v           | ศ | (s) s sz          |
| ม | (m) m                  | ย | (y) j          | (y) j          | ร | (n) n                   | (n) n                   | ล | (n) n          | ว | (w) w v           | ศ | (t) t             |
| ษ | sza rűszi              | ส | sza szűá       | sza szűá       | ห | ha híp                  | ha híp                  | ฬ | la tyulá       | อ | a áng             | ฮ | ha nokhuk         |
| ษ | remete                 | ส | tigris         | tigris         | ห | láda                    | láda                    | ฬ | papírsárkány   | อ | tál               | ฮ | bagoly            |
| ษ | (s) s sz               | ส | (s) s sz       | (s) s sz       | ห | (h) h                   | (h) h                   | ฬ | (l) l          | อ | (*) ʔ *           | ฮ | (h) h             |
| ษ | (t) t                  | ส | (t) t          | (t) t          | ห | (–) –                   | (–) –                   | ฬ | (n) n          | อ | (–) –             | ฮ | (–) –             |

*: A Thai–magyar, magyar–thai kéziszótár szerint „ty”, a Keleti nevek magyar helyesírása szerint „cs”. Az előbbi annyiban szerencsésebb, hogy megkülönbözteti a „cs”-hez közel álló másik hangtól.

#### A betűalakok főbb eltérései a betűtípusok között
Kezdőknek nehézséget okozhatnak például az alábbi eltérések:
(Megjegyzés: nem biztos, hogy minden eszközön az itt leírt betűtípusok jelennek meg.)
| Betű neve              | tya tyán | tha thán | nga ngú | kha khváj | kha khon |
| ---------------------- | -------- | -------- | ------- | --------- | -------- |
| Tahoma, sans-serif     | จ        | ฐ        | ง       | ค         | ฅ        |
| Times New Roman, serif | จ        | ฐ        | ง       | ค         | ฅ        |

### Az ábécé áttekintése hangérték és tónusok szerint
Az ábécé felbontható olyan blokkokra, amelyek mindig egy középső tónusú mássalhangzóval (vagy annak hiányában magassal) kezdődnek. Az egyes háttérszínek itt a megközelítőleg azonos képzéshelyű hangok betűit jelölik (valamint az eltérő helyen ejtett, de szintén összetartozó folyékony és más zengőhangokat).
| Blokk | Középső | Középső | Magas | Magas | Magas | Magas | Mély | Mély | Mély | Mély | Mély | Közös jegy                                |
| ----- | ------- | ------- | ----- | ----- | ----- | ----- | ---- | ---- | ---- | ---- | ---- | ----------------------------------------- |
| 1.    | ก k     |         | ข kh  | ฃ kh  |       |       | ค kh | ฅ kh | ฆ kh | ง ng |      | Velárisok                                 |
| 2.    | จ ty    |         | ฉ cs  |       |       |       | ช cs | ซ sz | ฌ cs | ญ j  |      | Palatálisok (és egy sz)                   |
| 3.    | ฎ d     | ฏ t     | ฐ th  |       |       |       | ฑ th | ฒ th | ณ n  |      |      | Alveolárisok I. (bonyolultabb írásképűek) |
| 4.    | ด d     | ต t     | ถ th  |       |       |       | ท th | ธ th | น n  |      |      | Alveolárisok II. (egyszerűbb írásképűek)  |
| 5.    | บ b     | ป p     | ผ ph  | ฝ f   |       |       | พ ph | ฟ f  | ภ ph |      |      | Ajakhangok                                |
| 6.    |         |         |       |       |       |       | ม m  | ย j  | ร r  | ล l  | ว v  | Folyékony és más zengőhangok              |
| 7.    |         |         | ศ sz  | ษ sz  | ส sz  | ห h   | ฬ l  |      |      |      |      | A maradék: sz, h, l, a és ismét h         |
| 7.    | อ *     |         |       |       |       |       | ฮ h  |      |      |      |      | A maradék: sz, h, l, a és ismét h         |

Általánosságban megfigyelhető, hogy a leghátrébb képzett (veláris) hangok szerepelnek legelöl, utánuk következnek csoportonként az egyre előrébb képzett hangok, egészen az ajakhangokig, végül a folyékony hangok és pár más betű zárja a sort. Az első négy blokk végén szintén egy-egy folyékony hang szerepel.

#### Hangérték szerinti lista
A betű neve láthatóvá válik, ha föléje visszük az egérmutatót.
|                          | Bilabiális | Bilabiális   | Bilabiális | Labio- dentális | Alveoláris   | Alveoláris            | Alveoláris | Poszt- alveoláris | Poszt- alveoláris | Palatális   | Veláris | Veláris              | Veláris | Laringális/ glottális |  |
| ------------------------ | ---------- | ------------ | ---------- | --------------- | ------------ | --------------------- | ---------- | ----------------- | ----------------- | ----------- | ------- | -------------------- | ------- | --------------------- |  |
| Zárhang                  | [p] ป*     | [pʰ ] ผ พ* ภ | [b] บ*     |                 | [t] ฏ ต*     | [tʰ ] ฐ ถ ฒ ฑ[1] ท* ธ | [d] ฎ ด*   |                   |                   |             | [k] ก*  | [kʰ ] ข (ฃ) ค* (ฅ) ฆ |         | [ʔ] อ*[2]             |  |
| Nazális                  |            |              | [m] ม*     |                 |              |                       | [n] ณ น*   |                   |                   |             |         |                      | [ŋ] ง*  |                       |  |
| Réshang                  |            |              |            | [f] ฝ ฟ*        | [s] ซ* ศ ษ ส |                       |            |                   |                   |             |         |                      |         | [h] ห ฮ*              |  |
| Zár-rés hang (affrikáta) |            |              |            |                 |              |                       |            | [t͡ɕ] จ*           | [t͡ɕʰ] ฉ ช* ฌ      |             |         |                      |         |                       |  |
| Pergőhang                |            |              |            |                 |              |                       | [r] ร*     |                   |                   |             |         |                      |         |                       |  |
| Közelítőhang             |            |              |            |                 |              |                       |            |                   |                   | [j] ญ[3] ย* |         |                      | [w] ว*  |                       |  |
| Laterális közelítőhang   |            |              |            |                 |              |                       | [l] ล* ฬ   |                   |                   |             |         |                      |         |                       |  |

* A jelölt betűk az adott hang alapértelmezett megfelelői például más nyelvekből való átíráskor.
[1] A ฑ betű a [tʰ] mellett a [d] hangot is jelölheti.
[2] Ha a szótag végén nincs más mássalhangzó, a rövid magánhangzó után mindig glottális zárhang ([ʔ]) áll (ez egy megformált, de ki nem ejtett [t]-hez hasonlít), szótag eleji magánhangzó előtt pedig néma betűként szerepel.
[3] A ญ betű a [j] mellett a [ɲ] hangot is jelölheti.

#### Szótag végén eltérő hangértékű betűk
A kiejtett szótag végén csak nyolcféle mássalhangzó fordulhat elő (p, t, k, n, m, ng, j, v), így szótagvégen az egyéb hangokat jelölő betűk is csak ezen hangértékek valamelyikével szerepelhetnek:
| Változatlan hangértékűek         | ป p | ป p            | ฏ t ต t | ฏ t ต t | ฏ t ต t             | ฏ t ต t | ฏ t ต t                       | ก k                      | ณ n น n | ณ n น n | ณ n น n |
| Szótag végén eltérő hangértékűek | บ b | พ ph ฟ ph ภ ph | จ ty    | ช cs    | ซ sz ศ sz ษ sz ส sz | ฎ d ด d | ฐ th ฑ th ฒ th ถ th ท th ธ th | ข kh ฃ kh ค kh ฅ kh ฆ kh | ญ j     | ร r     | ล l ฬ l |
| A fentiek szótag végi hangértéke | p   | p              | t       | t       | t                   | t       | t                             | k                        | n       | n       | n       |

| További lehetséges betűk a szótag elején vagy végén: | ม m ง ng ย j ว v           |
| Szótag végén nem fordulhatnak elő:                   | ฉ cs ฌ cs ผ ph ฝ f ห h ฮ h |

#### Összefoglaló

Bangkok teljes neve. A kiírt magánhangzók feketék a thai szövegben és az angol átírásban egyaránt; az implicit magánhangzók az átírásban megőrzik a barna alapszínt. A mély tónusú mássalhangzók kék színnel szerepelnek, a középsők zölddel, a magasak pedig pirossal.

Érdemes megfigyelni az alábbi ábrán a bal oldali oszlopot (zöld betűk) és a legalsó sort (kék betűk). Az itteni betűk által jelölt hangok egyértelműen egy bizonyos tónushoz köthetők: pusztán a kiejtésük alapján tudni lehet, hogy csakis középső, illetve mély tónusú betűvel íródnak. A bal oldali oszlopban álló (középső tónusú) betűk jórészt nem aspirált zárhangot jelölnek, a lenti sorban lévő (mély tónusú) betűk pedig folyékony és más zengőhangokat. Ezek azok, ahol a hang és a betű tónusa (ha a betű maga nem is mindig) egyértelműen egymáshoz rendelhető. A két jobb oldali oszlopban (pirossal és kékkel) szereplő hangok ezzel szemben azok, amelyeket két különböző tónusú betűvel (magassal vagy méllyel) lehet leírni: ezek az aspirált zárhangok és a réshangok.
| T                                  | ต ฏ | TH | ฐ ถ   | TH | ท ธ ฑ ฒ |
| TY                                 | จ   | CS | ฉ     | CS | ช ฌ     |
| K                                  | ก   | KH | ข     | KH | ค ฆ     |
| P                                  | ป   | PH | ผ     | PH | พ ภ     |
| B                                  | บ   | F  | ฝ     | F  | ฟ       |
| A                                  | อ   | H  | ห     | H  | ฮ       |
| D                                  | ด ฎ | SZ | ศ ษ ส | SZ | ซ       |
| NG ง V ว R ร M ม N น ณ J ญ ย L ล ฬ |     |    |       |    |         |

Minthogy a betűk nagyobb része mély tónusú, könnyebb a középső és a magas tónusúakat megjegyezni, például ilyen elrendezésben (amely részben a hangtani összefüggéseket is tükrözi):
| Középső tónusúak | Középső tónusúak | Középső tónusúak | Megjegyzés                   |
| ก                | จ                | อ                | vegyes: k, ty, a             |
| บ                | ด                | ฎ                | zöngés zárhangok: b, d, d    |
| ป                | ต                | ฏ                | zöngétlen zárhangok: p, t, t |

| Magas tónusúak | Magas tónusúak | Magas tónusúak | Magas tónusúak | Megjegyzés                          |
| ข              | ถ              | ฐ              | ผ              | zöngétlen zárhangok: kh, th, th, ph |
| ฉ              |                |                | ฝ              | cs és a (ph alatt) f                |
| ษ              | ศ              | ส              | ห              | három sz és egy h az ábécé végén    |

Összevetésképpen a mély tónusúak táblázata:
| Mély tónusúak | Megjegyzés                                        |
| ฑ ฒ ท ธ | zöngétlen zárhangok: th 4×                        |
| ค ฆ ภ พ | zöngétlen zárhangok: kh és ph 2-2×                |
| ช ฌ ซ ฮ ฟ | zöngétlen rés- és zár-rés hangok: cs 2×, sz, h, f |
| น ณ ย ญ ล ฬ | kétféle betűvel jelölt szonoránsok: n, j, l 2-2×  |
| ม ง ว ร | egyféle betűvel jelölt szonoránsok: m, ng, v, r   |
| A felső három sor betűinek a magas tónusúak közt is van megfelelője (a legtöbbnek +1, a th-nak +2, az sz-nek +3), az alsó két sor betűinek nincs. |                                                   |

### Alak szerinti felosztás
Alább egy lehetséges osztályozás található, amely a függőleges vonalak számát és az átkötés típusát veszi figyelembe; a hasonló alakú betűket igyekszik egymás mellett szerepeltetni.

#### Egy függőleges vonalat tartalmazó betűk
|  | งnga ngú วva ven รra rűá จtya tyán ฐtha thán |

#### Két függőleges vonalat tartalmazó betűk
| Kapus típus  | Kapus típus                                          |
| ------------ | ---------------------------------------------------- |
| sima         | ดda dék คkha khváj ศsza szálá                        |
| horpadt      | ทtha tháhán ฑtha monthó หha híp                      |
| megtört      | ตta táo (ฅ) kha khon                                 |
| hasított     | กka káj ถtha thung ภpha számpháo ฎda csadá ฏta páták |
| fedett       | ลla ling สsza szűá                                   |
| Talpas típus |                                                      |
| nyitott      | บba bájmáj ปpa plá ษsza rűszí ยja ják                |
| szűkült      | ขkha kháj (ฃ) kha khuát ชcsa csáng ซsza szó          |
| fedett       | อa áng (magánhangzó-jelölő) ฮha nokhuk ธtha thong    |
| Kötött típus |                                                      |
| fedetlen     | นna nú มma má ฆkha rákháng                           |
| fedett       | ฉcsa csing                                           |
| Cakkos típus |                                                      |
| kis cakkos   | ผpha phüng ฝfa fá                                    |
| nagy cakkos  | พpha phán ฟfa fán ฬla tyulá                          |

#### Három függőleges vonalat tartalmazó betűk
| kötött | ณna nén ฌcsa cső ฒtha pútháo |
| talpas | ญja jing                     |

- Egy másik, alak szerinti elrendezés

## A magánhangzók
A magánhangzókat kiegészítő jelekkel jelölik, amelyek az előbbiek elé, mögé, alá vagy fölé, esetenként köré (elé és mögé) kerülnek. Mivel a magánhangzó helyét nem a kiejtés, hanem az írásszabályok határozzák meg, az alapértelmezés az, hogy a szótagból előbb a mássalhangzót ejtjük (a leírott sorrendtől függetlenül). A magánhangzós kezdetű szótagok magánhangzóját egy speciális betű, az อ (a)  jeléhez illesztik hozzá. Zárt szótagokban a rövid /o/ hang jelöletlen, nyílt szótagokban pedig a rövid /a/, tehát ha egy szótagban nincs kitéve magánhangzó, akkor zárt vagy nyílt jellegétől függően a megfelelő magánhangzóval olvasandó.

### Egyszerű magánhangzók
Az alábbi táblázatban nagykötőjel szerepel a mássalhangzó helyén, amely alá/fölé/mellé a magánhangzókat illesztjük. A magánhangzók táblázatában általában csak az alapértelmezett, nyílt (magánhangzóra végződő) szótagbeli jelüket tüntetik fel (ezért beszélnek 18 egyszerű magánhangzóról); zárt (mássalhangzós végű) szótagokban azonban egy-két esetben eltér a jelölésük: ezeknél a két jelet külön sorban, „ny” és „z” betűkkel jelöljük. A rövid magánhangzó jele számos esetben a megfelelő hosszú magánhangzó jeléből származik: nyílt szótagokban többnyire az utána tett ะ jellel, zárt szótagban pedig nemritkán a föléje illesztett rövidítőjellel ( ◌็ ).
A két középen képzett hang (/ɯ/ és /ɤ/) rendre a magyar ű-re és ő-re hasonlít (IPA /y/ és /ø/), de abban különböznek tőlük, hogy hátul képzettek és ajakkerekítés nélküliek (az orosz jerü, illetve annak eggyel nyíltabb változata). Az /ɔ/-val jelölt hang a magyarban nem fordul elő: az o-nál zártabb, az a-nál nyíltabb hangot jelöl (mint az angol law szó végén). Az /e/ jel a magyar é-nek jelöli a rövid és hosszú változatát, az /ɛ/ a magyar e-nek, az /a/ pedig a magyar á-nak.
Világoszöld háttérrel vannak kiemelve azok a kombinációk, amelyeknek nincs saját jelük, hanem más hangok jeleiből állnak.
|            | Elöl képzett | Elöl képzett | Középen képzett | Középen képzett | Hátul képzett | Hátul képzett |
| rövid      | hosszú       | rövid        | hosszú          | rövid           | hosszú        |               |
| ---------- | ------------ | ------------ | --------------- | --------------- | ------------- | ------------- |
| Zárt       | i            | i            | ɯ               | ɯ               | u             | u             |
| Zárt       | ◌ิ            | ◌ี            | ◌ึ               | ny: ◌ือ          | ◌ุ             | ◌ู             |
| Zárt       | ◌ิ            | ◌ี            | ◌ึ               | z: ◌ื            | ◌ุ             | ◌ู             |
| Középzárt  | e            | e            | ɤ               | ɤ               | o             | o             |
| Középzárt  | ny:เ◌ะ       | เ◌           | ny:เ◌อะ         | ny:เ◌อ          | โ◌ะ           | โ◌            |
| Középzárt  | z:เ◌็         | เ◌           | z:เ◌ิ            | z:เ◌ิ            | jelöletlen    | โ◌            |
| Középnyílt | ɛ            | ɛ            | ×               | ×               | ɔ             | ɔ             |
| Középnyílt | ny:แ◌ะ       | แ◌           | ×               | ×               | ny:เ◌าะ       | ◌อ            |
| Középnyílt | z: แ◌็        | แ◌           | ×               | ×               | z: ◌็อ         | ◌อ            |
| Nyílt      | a            | a            | ×               | ×               | ×             | ×             |
| Nyílt      | ny: ◌ะ       | ◌า           | ×               | ×               | ×             | ×             |
| Nyílt      | z: ◌ั         | ◌า           | ×               | ×               | ×             | ×             |

Az รร jel (két db „r”), ha zárt szótagban áll (mássalhangzó követi ugyanazon szótagban), szintén a rövid /a/ hangra utal (akárcsak az  ◌ั ); ha viszont önmagában zárja le a szótagot, akkor /an/-nak ejtendő.

### Kettős- és hármashangzók
Némely kettőshangzóknak (diftongusoknak) külön jelük van, a legtöbbet azonban jelek kombinációjával fejeznek ki. Az alábbi táblázat sorai a diftongus kezdőhangját, oszlopai pedig a véghangját jelölik. (Egy cellán belül balra a rövid, jobbra a hosszú hang jele látható; ahol ez jelöletlen, azok alapértelmezés szerint hosszúak.) Halványzölddel vannak jelölve azok a kombinációk, amelyek jelentése nem vezethető le alkotóelemeik összegéből.
| Kezdő- hang ↓ | Vég- hang → | a      | a         | ɛ    | ɛ   | i/j      | i/j     | u/w  | u/w  |
| ------------- | ----------- | ------ | --------- | ---- | --- | -------- | ------- | ---- | ---- |
| a             | a           |        |           | ×    | ×   | ไ◌ ใ◌ ◌ัย | ไ◌ย ◌าย | เ◌า  | ◌าว  |
| ɛ             | ɛ           | ×      | ×         |      |     | ×        | ×       | แ◌็ว  | แ◌ว  |
| e             | e           | ×      | ×         | ×    | ×   | ×        | ×       | เ◌็ว  | เ◌ว  |
| i             | i           | ◌ิย     | ◌ิย        | เ◌ียะ | เ◌ีย |          |         | ◌ิว   | ◌ิว   |
| o             | o           | ×      | ×         | ×    | ×   | โ◌ย      | โ◌ย     | ×    | ×    |
| ɔ             | ɔ           | ×      | ×         | ×    | ×   | ◌็อย      | ◌อย     | ×    | ×    |
| ɤ             | ɤ           | ×      | ×         | ×    | ×   | เ◌ย      | เ◌ย     | เ◌อว | เ◌อว |
| u/w           | u/w         | ◌ัวะ ◌ว | ◌ว ◌ัว ◌วา | ×    | ×   | ◌ุย       | ◌ูย      |      |      |
| ɯ             | ɯ           | เ◌ือะ   | เ◌ือ       | ×    | ×   | ×        | ×       | ×    | ×    |

| Hármas- hangzók | เ◌ียว | ◌วย    | ◌วาย   | เ◌ือย |
| Hármas- hangzók | iːao | u(ː)aj | u(ː)aj | ɯːaj |

### Mássalhangzó-magánhangzó kombinációk
Az alábbi kombinációt általában a magánhangzók közé sorolják, noha kiejtve egy magánhangzóból és egy mássalhangzóból áll:
| ◌ำ am |

A kis kör és az ívelt vonal valójában egyetlen jelet képez: a kettőnek együtt saját kódja van, és a thai billentyűzeten is egyetlen leütéssel lehet előhívni.
A hagyományos kombinációk közé tartoznak az alábbiak, amelyeket az ábécébe is be szoktak sorolni (a két r kezdetűt az ร után, a két l kezdetűt pedig az ล után):
| Jel | Neve  | Thai királyi átírás | Thai királyi átírás | IPA-átírás    | IPA-átírás    | Magyar átírás | Magyar átírás |
| Jel | Neve  | Szótag elején       | Szótag- végen       | Szótag elején | Szótag- végen | Szótag elején | Szótag- végen |
| --- | ----- | ------------------- | ------------------- | ------------- | ------------- | ------------- | ------------- |
| ฤ   | ra rü | rue                 | -                   | rɯ            | -             | -             | -             |

## A szótag tónusának kialakulása
A szótag tónusa az első mássalhangzóbetű tónusától, a szótagon lévő esetleges tónusjeltől, valamint a szótag nyílt vagy zárt jellegétől függ. Nyílt szótagok azok, amelyek zengőhangra végződnek ([m], [n], [ŋ], azaz „ng”, [j]), vagy pedig hosszú magánhangzóra, illetve kettőshangzóra. (Ebből a szempontból hosszúnak számít a röviden ejtett ai és az ao diftongus is, jóllehet ezek világosan szembeállíthatók a hosszú ái, áo párjukkal.) A zárt szótag végződése lehet zárhang ([p], [t], [k]) vagy rövid magánhangzó.
|  | Jelmagyarázat: - kék: mély, zöld: középső, piros: magas tónusú (szótagkezdő) mássalhangzó - az egymás alatti 5 szint: magas, emelkedő, középső, eső, mély tónusú szótag - keskeny ellipszis: szótag rövid magánhangzóval - széles ellipszis: szótag hosszú magánhangzóval - „nyílt” (üres) kör: nyílt szótag - „zárt” (teli) kör: zárt szótag - valamint a thai tónusjelek. Ha például egy szótag mély tónusú mássalhangzóval kezdődik (kék szín), zárt, nincs rajta tónusjel (körök), és hosszú magánhangzót tartalmaz (széles kör), akkor az a szótag eső tónusú lesz (fentről a 4. szint, balra, teli ellipszis). Vagy ha egy szótag középső tónusú mássalhangzóval kezdődik (zöld szín), és 1. tónusjelet tartalmaz, annak a szótagnak mély lesz a tónusa (a legalsó szint, középen). |

A mély tónusú betűvel kezdődő szótagoknál úgy jelölik a két hiányzó tónust (az emelkedőt és a mélyet), hogy egy magas tónusú ห (ha híp) betűt tesznek az első mássalhangzóbetű elé, amely néma, és csupán helyesírási szerepe van. Hasonló szerepet tölt be egy-két szóban az อ (a áng) betű. Ha egy szótag elején különböző tónusú mássalhangzók állnak, a szótag tónusát az első határozza meg.